# خواكين سوسا
خواكين سوسا (بالإسبانية: Joaquín Sosa)‏ هو لاعب كرة قدم أوروغواياني، ولد في 10 يناير 2002 في فراي بنتوس ‏ في الأوروغواي.

## وصلات خارجية
- خواكين سوسا على موقع الدوري الأمريكي (الإنجليزية)
- خواكين سوسا على موقع قاعدة بيانات كرة القدم.إي يو (الإنجليزية)
- خواكين سوسا على موقع ليكيب (الفرنسية)
- خواكين سوسا على موقع عالم كرة القدم.نت (الإنجليزية)